# Sedriano
Sedriano (AFI: /seˈdrjano/; Sidriàn in dialetto milanese, AFI: /siˈdrjan/) è un comune italiano di 13 057 abitanti della città metropolitana di Milano in Lombardia. Fa parte dell'hinterland ovest di Milano e del territorio del Magentino.

## Geografia fisica

### Territorio
Il territorio comunale risulta compreso tra i 135 e i 151 m s.l.m. con un'altitudine media di 145 m s.l.m. L'escursione altimetrica complessiva risulta essere pari a 16 metri.
Sedriano confina ad ovest e a sud-ovest con Vittuone, a sud con Cisliano, a est ed a nord-est con Bareggio e infine a nord con Arluno, Vanzago e Pregnana Milanese.
È parte del Parco Agricolo Sud Milano (superficie a parco 780 ha).

## Origini del nome

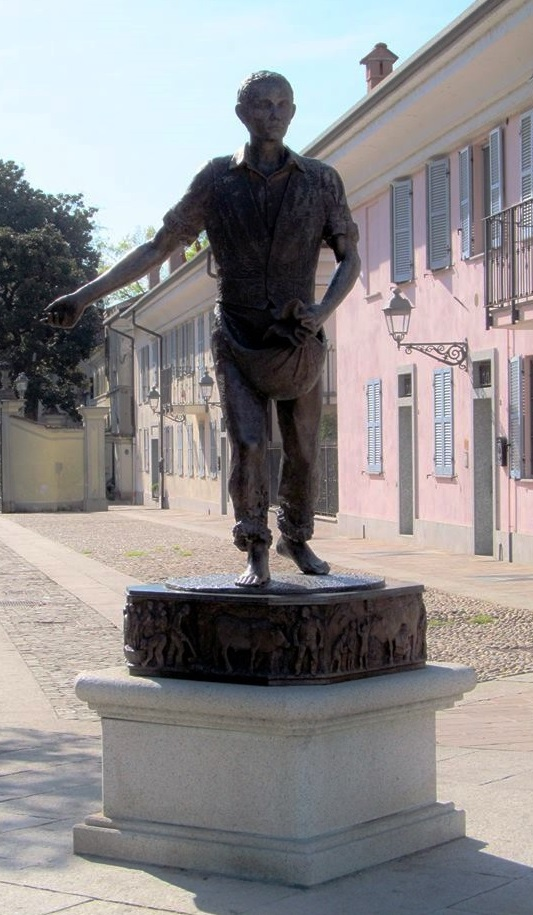
Monumento al seminatore nell'omonima piazza di Sedriano, realizzato dall'artista vittuonese Carlo Chiodini

Sull'etimologia del nome esistono diverse teorie, scindibili in origine latina e origine longobarda.

Origine latina:
- il nome deriva da una gens romana ivi stabilitasi
- oppure, deriva dal sostantivo latino sator cioè "seminatore" (per via della fertilità della terra)
- o, infine, deriverebbe dal gentilizio Saterius aggettivato in saterianus

Origine longobarda:
- il toponimo deriva da desiderianum, cioè "del re Desiderio"
- poiché abitata da Longobardi di religione ariana, sarebbe sedes Arianorum.

## Storia

### Origini
Non è nota la data esatta della fondazione di Sedriano, ma analizzando la storia dei comuni confinanti, pare lecito supporre che sia avvenuta attorno al I secolo a.C. Si trattava di un piccolo villaggio romano sorto nei pressi dell'antica strada consolare che collegava Milano alla Gallia Transalpina, passando da Novara, Vercelli, Ivrea e Aosta, fino ad attraversare il colle del Piccolo San Bernardo.

### Dal periodo longobardo al Basso Medioevo
Nel 569 i Longobardi, partiti dalla Pannonia al seguito del re Alboino nell'anno precedente, conquistarono Milano e i suoi dintorni (oltre al Veneto e a Pavia).

Oltre all'ipotesi di una fondazione romana di Sedriano, è legittimo affiancare una possibile fondazione longobarda, forse col nome di Desiderianum, l'ultimo re longobardo. Quale che sia l'ipotesi corretta, esistono alcuni documenti che attestano la presenza di genti longobarde secoli dopo la sconfitta del 774 da parte dei Franchi anche se ovviamente, discendenti dei Longobardi c'erano in ogni paese indipendentemente da chi lo avesse fondato:
1. il ritrovamento nel campo di San Quirico a Sedriano della tomba di un guerriero longobardo, risalente al VI-VII secolo;
2. un documento del 1020 riguardante la vendita di alcuni beni appartenuti a un certo Liutulfo di Sedriano; Liutulfo è un nome di origine longobarda. Per quanto concerne le cronache, la prima citazione di Sedriano risale al 900: nell'ambito di una disputa di diritto feudale venne chiamato a deporre Podo da Sateriano.

### Dal Medioevo al tardo Rinascimento
A partire dal XII secolo, Sedriano cominciò ad apparire spesso nei documenti storici, per via di alcuni personaggi illustri a cui diede i natali. Si ricordano: Rogerio da Sedriano (prima metà del XII secolo, importante giudice milanese), Gabriele da Sedriano (XV secolo, cesellatore e armaiolo della corte milanese), Giovanni da Sedriano (fine del XV secolo, tipografo; a lui si deve, nel 1472, la costruzione della prima tipografia di Pavia). Il paese figurava all'epoca con tre chiese già citate nel duecentesco Liber Notitiae Sanctorum Mediolani di Goffredo da Bussero. Nel 1270, nella frazione Roveda, il prevosto di Corbetta, Pietro Villano (appartenente all'ordine degli Umiliati), fondò un ospedale per i poveri (l'Ospedale Santa Maria, con annessa chiesa omonima) che godette di vari lasciti fino al 1375 quando, a causa delle ristrette condizioni economiche, venne annesso all'Ospedale Santa Caterina di Milano che ne ottenne l'amministrazione. Ai primi del Quattrocento l'ospedale divenne una fattoria; tutti i suoi beni, passati all'ospedale milanese, vennero annessi infine all'Ospedale Maggiore nel 1458. In seguito anche Giovanni Zavattari e Giacomo Sernazzari offrirono all'ospedale prati, boschi, vigne, parte delle quali situate in Trenno. Nel 1564 ci pervenne il nome del parroco "domino Johanne Maria Ghisolpho". In quanto all'infeudazione tanto comune nell'epoca spagnola e austriaca va detto che Sedriano, come buona parte dei comuni della Pieve di Corbetta, riuscì a esserne esente.

### Dal Settecento alla fine dell'Ottocento
Dal Settecento Sedriano fu luogo di villeggiatura del patriziato milanese (rimane di notevole interesse il Palazzo Borromeo). Nel gennaio 1759, secondo alcuni documenti, Bareggio dovette cedere a Sedriano 784 pertiche di terre situate in località Roveda e contese dalle due comunità per tanti secoli. Nel giugno 1771 il Tribunale Supremo del Reale Consiglio di Milano decise che quelle stesse terre venissero tolte dal catasto di Sedriano e iscritte di nuovo in quello di Bareggio. Nel 1786 il comune di Sedriano fu inserito nella provincia di Pavia. In data 24 aprile 1814 leggiamo un'interessante lettera del sindaco, signor Spreafico, al signor Conte Podestà della Capitale Milano in cui si parla delle devastazioni compiute dalle truppe francesi nel territorio comunale. Nel 1859 rimase coinvolto nella battaglia di Magenta, accogliendo la ritirata delle truppe austriache verso Milano. Con l'unità d'Italia il comune di Sedriano passò dalla provincia di Pavia a quella di Milano.
La modernità fece la sua irruzione tra il 1879 e il 1880, quando giunse da Milano la linea tranviaria diretta a Castano Primo e a Magenta con il suo caratteristico tram a vapore battezzato Gamba de legn. Nel gennaio 1898 tra le carte dell'Ufficio Registri per la Conservazione dei Monumenti in Lombardia vi è una richiesta di ampliamento della chiesa parrocchiale. La Prefettura concesse il nulla osta.

### Il Novecento
Nel 1915 venne inaugurato l'asilo. Nei tre anni della guerra muoiono 75 sedrianesi e cinque sono decorati al valor militare. Nel 1923 si inaugura la sede dell'Associazione ex combattenti e la lapide dei caduti collocata presso l'edificio comunale. Viene fabbricata in questo periodo la grande e bella filanda Rusconi (stabilimento Cincinnati), che con altre aziende avrà il merito di dare lavoro a molti sedrianesi, sottraendoli al pendolarismo con Milano. Dopo il 1945 il paese si trasformò rapidamente, sopprimendo il 31 agosto 1957 il vecchio tram a vapore.

### Simboli
La descrizione araldica dello stemma è la seguente:
Lo stemma del Comune di Sedriano, concesso con regio decreto del 19 gennaio 1939, si rifà probabilmente ad alcune figure araldiche contenute negli stemmi di due famiglie: quello della famiglia Raja, subentrata nel 1916 alla famiglia Borromeo proprietaria del palazzo omonimo, e quello della famiglia Prandoni, antica proprietaria dell'edificio occupato sin dal 1883 dall'amministrazione comunale di Sedriano. Dallo stemma della famiglia Raja sono stati ricavati il colore azzurro del fondo del campo e la figura del sole (nello stemma della famiglia il sole era limitato a un solo raggio). Dallo stemma della famiglia Prandoni, invece, è stata ricavata (peraltro con un differente colore) la figura del leone. Un tempo era presente il Capo del Littorio (decaduto ope legis) che ricordava la concessione dello stemma comunale avvenuta durante il periodo fascista.
La descrizione araldica del gonfalone, concesso con D.P.R. del 26 aprile 1964, è la seguente:
La descrizione araldica della bandiera è la seguente:

## Monumenti e luoghi d'interesse

### Architetture religiose

#### Chiesa parrocchiale di San Remigio
La chiesa parrocchiale di San Remigio di Sedriano ha origini piuttosto antiche anche se a oggi rimane incerta la data precisa della sua fondazione, comunque ascrivibile al Medioevo (IX-X secolo). Il culto di san Remigio di Reims, infatti, a differenza di molti altri santi a cui sono dedicate chiese della zona, proviene dalla cultura francese (san Remigio aveva infatti battezzato re Clodoveo) e quindi sembrerebbe che la chiesa originale fosse ascrivibile addirittura al periodo carolingio. Quello che è certo è che il culto di san Remigio era strettamente legato in antichità ai viandanti e ai pellegrini e questo spiegherebbe probabilmente la posizione decentrata della struttura rispetto al centro abitato, posta invece nei pressi dell'ex SS11 che sin da epoche romane era strada consolare per Milano. La chiesa rimase con tutta probabilità dunque un semplice rifugio di pellegrini e forse attorno alla primitiva struttura sorse addirittura un ospizio per l'accoglienza dei viandanti (sul modello del vicino ospedale medievale della Roveda), ma l'agglomerato urbano divenne tale che nel XIII secolo venne deciso di istituire la parrocchia.
La struttura attualmente visibile, invece, è stata costruita dopo la demolizione della precedente chiesa, eretta nel Seicento, la quale si trovava proprio in prossimità della SS11 e non disponeva di un sagrato particolarmente ampio. Dopo l'ingrandimento del paese, quindi, si decise di abbattere l'antica struttura giudicata ormai insufficiente per il numero di parrocchiani locali e di ricostruire l'attuale chiesa nel luogo della precedente, con la posa della prima pietra il 7 ottobre 1962, venendo poi ufficialmente consacrata il 16 maggio 1969 dall'arcivescovo di Milano, il cardinale Giovanni Colombo.
L'edificio oggi visibile, si presenta in forme moderne come da progetto dell'architetto don Enrico Villa, con dimensioni 55 x 23 metri e una struttura a capanna in facciata decorata con pietre grezze a piastrelle a vista; l'elemento più caratteristico è indubbiamente il campanile, stondato, visibile in prospettiva anche dal vicino paese di Vittuone. L'interno, realizzato in cemento armato e muratura, ha l'abside rivestita di un mosaico rappresentante il Cristo risorto, opera dell'artista bergamasco Trento Longaretti. Presso l'ingresso si trova il battistero con un mosaico ideato dal progettista della chiesa ed eseguito dalla pittrice Amalia Panigati.

#### Oratorio di San Bernardino
L'oratorio di San Bernardino è una costruzione tra le più antiche di Sedriano: risale al Quattrocento e probabilmente al periodo immediatamente precedente al 1450, l'anno di canonizzazione del frate predicatore senese, e quindi, anno in cui l'edificio era già stato eretto e consacrato. Nel 1508 e nel 1516 vennero apportate delle modifiche alla struttura architettonica della chiesa, il tutto con il denaro elargito dai cittadini devoti. L'oratorio di San Bernardino, infatti, venne fortemente voluto sin dalla sua progettazione proprio dai fedeli di Sedriano, e non solo dalle autorità ecclesiastiche, il che fa di tale struttura un raro caso nel quale la devozione è stata sufficiente all'edificazione di una chiesa e alla sua manutenzione nei secoli, senza particolari munificenze private. Dell'edificio quattrocentesco rimangono a oggi solo il campanile e l'abside, mentre il resto della chiesa è stato completamente ricostruito nella seconda metà del XVI secolo. L'oratorio di San Bernardino è di piccole dimensioni. La facciata, molto semplice, è a capanna e si presenta spoglia di decorazioni, elemento importante se rapportato all'interno dove si trovano numerosi dipinti, tutti risalenti all'epoca di costruzione dell'edificio.

#### Chiesa di Santa Maria alla Roveda
La chiesa di Santa Maria alla Roveda è una delle poche chiese antiche rimaste intatte nei secoli sul territorio comunale di Sedriano.
Già citata come luogo di culto da Goffredo da Bussero (XIII secolo) nel suo Liber notitiae sanctorum Mediolani con il nome Oratorio della Madonna Addolorata, la struttura originaria risaliva al Medioevo e certamente venne ricostruita durante l'epoca rinascimentale. In epoca antica, la chiesetta di Santa Maria era annessa all'ospedale del Rovedeo, istituito dal prevosto di Corbetta, Pietro Villano, struttura che sorgeva appunto nei pressi di quest'area. L'attuale edificio si presenta come una struttura di ridotte dimensioni, a pianta unica, con facciata decorata con lesene e timpano di stile barocco, essendo stato l'edificio ricostruito interamente nel 1775. In essa sono conservate le spoglie di san Massimo.

### Architetture civili

#### Palazzo Borromeo Arese

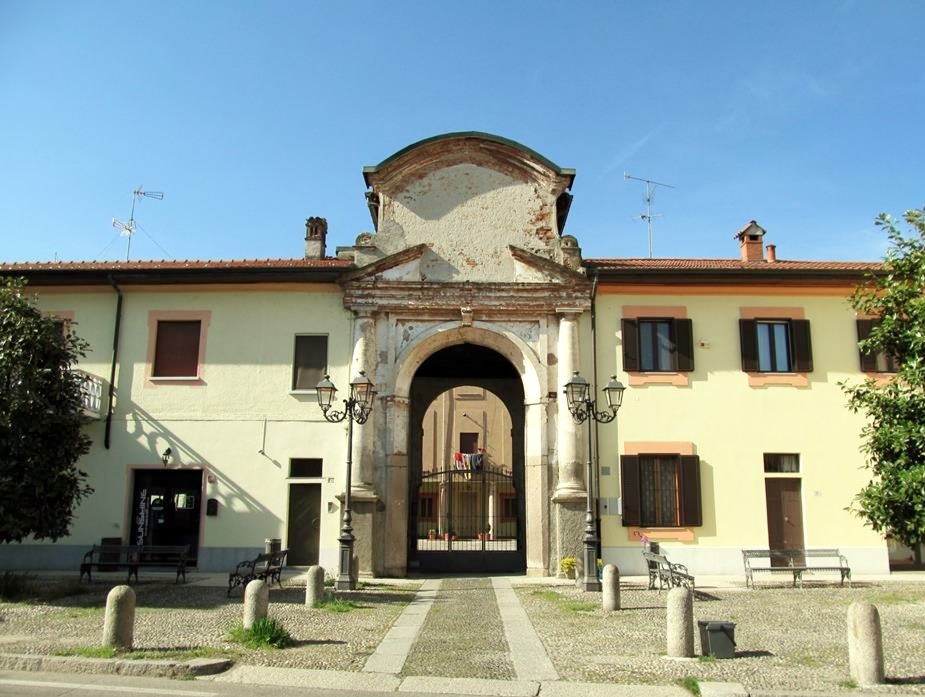
Palazzo Gallarati-Scotti

Risalente alla seconda metà del Cinquecento, il palazzo venne fatto costruire dalla famiglia dei conti Visconti di Brignano ai quali rimase sino alla morte del conte Marco Antonio, nel 1716. Questi lasciò il palazzo e altri beni in legato testamentario a una sua parente, la contessa Clelia Grillo, la quale aveva a sua volta sposato il conte Giovanni Benedetto Borromeo Arese alla cui famiglia il palazzo passò. La stessa contessa Grillo, dopo una serie di contrasti col figlio Renato III, visse stabilmente nel palazzo anziché nella residenza del marito a Milano a partire dalla metà del Settecento sino alla sua morte nel 1777 a causa delle sue simpatie politiche filo-spagnole, particolarmente invise al governo austriaco di Maria Teresa.
La famiglia Borromeo Arese rimase proprietaria dello stabile sino agli anni venti del Novecento quando il conte Giberto decise di vendere l'intera proprietà, facendo trasferire il mobilio e le opere in esso contenute nel suo palazzo di Cesano Maderno. Il fabbricato sedrianese venne venduto a privati e quindi frazionato.
Posto nel centro storico del paese, anche se rimaneggiato nel tempo e tutt'oggi frazionato nei suoi ambienti interni, il palazzo conserva un bel portone in pietra originale, passato il quale si apre un magnifico porticato voltato a colonne.
Molti locali interni sono a volta o cassettonati e decorati con motivi floreali o allegorici. Documenti del Settecento descrivono anche una piccola cappella padronale al suo interno, oggi non più presente.
Al palazzo era abbinato un enorme parco, con piante di molte specie, statue e un laghetto, ma venne frazionato anch'esso a partire dagli anni cinquanta del Novecento.

#### Villa Colombo Brazzola
Della prima metà del Settecento, la Villa Colombo Brazzola è una graziosa costruzione di campagna, preannunciata da una sinuosa esedra.
La fronte è formata da due ali laterali con un corpo centrale più alto, completato da un piccolo portico con colonne e volte.
Gli interni e le scale sono affrescate con dipinti settecenteschi di buona fattura.
Sul lato destro è collegato a un'ala formata da locali di servizio dalla quale si accede a quella che era la parte contadina abbinata alla casa padronale.
Sul retro della villa è conservato un piccolo e ben curato parco con vialetti e qualche statua.

#### Palazzo Gallarati Scotti
Alla frazione Roveda, con fronte sulla SS11, si trova l'enorme complesso del Palazzo Gallarati Scotti, una grande struttura su più piani preannunciata da una piazzetta con un maestoso portale d'ingresso.
Al palazzo sono affiancati cortili contadini un tempo della stessa proprietà.
Il complesso ingloba anche una piccola chiesa, un tempo padronale, dalla bella facciata e interni barocchi, consacrata nel 1775 e dedicata alla Beata Vergine Addolorata.
La chiesa è passata successivamente in gestione alla parrocchia di Sedriano, mentre il palazzo è stato suddiviso e rimaneggiato senza però perdere il suo maestoso aspetto.
Sul retro del palazzo si estendeva un grande parco oggi scomparso.

#### Palazzo Marazza Balossi
Posto con la fronte alla SS11, che in quel tratto forma la via principale di Sedriano, il Palazzo Marazza Balossi è una gradevole struttura della prima metà dell'Ottocento ma costruito probabilmente su un'antica dimora, di proprietà della famiglia Marazza.
La facciata, dalle linee semplici e simmetriche, nasconde un cortile con porticato e colonne e contraddistinto da una pianta a "U".
Al palazzo, come di consueto, erano abbinate costruzioni contadine ora riedificate, mentre rimane intatto sino ai nostri giorni un piccolo e ben curato parco, ridimensionato certamente rispetto al passato.
Un meritevole e ottimo restauro, voluto dagli attuali proprietari (la famiglia Balossi), fanno dell'intero complesso un luogo storico tra i più belli e valorizzati di Sedriano.

### La Roveda
La Roveda appariva sul finire del XIII secolo come una località disabitata del territorio di Sedriano e prendeva il nome da quella vegetazione incolta e cespugliosa che i documenti medioevali chiamano "Rovedeo". A dirigere e amministrare l'ospedale presente in questa località nel XV secolo furono chiamati gli Umiliati che avevano cura in particolare dei poveri e degli ammalati. Da una carta del 1374 risulta che le terre affittate a opera benefica erano pari a 114 pertiche. Nel maggio dell'anno seguente i frati e le suore, decisero di riunirsi a consiglio e decisero di unirsi all'ospedale di Santa Caterina a Milano, anch'esso servito dagli Umiliati. Seguirono alterne vicende di revoca e conferma della fusione dei due ospedali fino al 1414 quando i frati di Santa Caterina trasformarono Santa Maria in Rovedeo e il territorio a essa legato in una grande fattoria. Successivamente lo stesso ospedale di Santa Caterina entrò a far parte dell'Ospedale Maggiore che quindi assorbì anche i beni del Rovedeo.

## Società

### Evoluzione demografica
- 1 002 nel 1771
- 953 nel 1805
- 1 901 nel 1809 con l'annessa Vittuone
- 1 900 nel 1853
- 2 034 nel 1859

Abitanti censiti

Il comune di Sedriano ha fatto registrare nel censimento del 1991 una popolazione pari a 8 823 abitanti. Nel censimento del 2001 ha fatto registrare una popolazione pari a 10 127 abitanti, mostrando quindi nel decennio 1991 - 2001 una variazione di abitanti pari al 14,78%.
Gli abitanti sono distribuiti in 3 540 nuclei familiari con una media per nucleo familiare di 2,86 componenti.

### Etnie e minoranze straniere
Secondo i dati ISTAT al 1º gennaio 2019 la popolazione straniera residente era di 1 187 persone, costituenti il 9,7% della popolazione totale. Le nazionalità maggiormente rappresentate in base alla loro percentuale sul totale della popolazione residente erano:
1. Romania 268
2. Albania 149
3. Egitto 142
4. Ecuador 130
5. Marocco 86
6. Ucraina 66
7. Perù 63
8. Moldavia 24
9. Kosovo 24

## Economia
Risultano, sul territorio del comune, 238 attività industriali, con 895 addetti pari al 46,91% della forza lavoro occupata, 138 attività di servizio con 343 addetti pari al 7,23% della forza lavoro occupata, altre 166 attività di servizio con 466 addetti pari al 17,98% della forza lavoro occupata e 38 attività amministrative con 382 addetti pari all'8,70% della forza lavoro occupata.
Risultano occupate complessivamente 1 908 persone, pari al 18,84% del numero complessivo di abitanti del comune.

## Infrastrutture e trasporti
Fra il 1879 e il 1957 a Sedriano era presente una stazione della tranvia Milano-Magenta/Castano Primo altresì nota con il soprannome di Gamba de legn, della quale costituiva località di bivio fra il ramo per Magenta e quello per Castano Primo, soppresso nel 1952.
Oggi Sedriano è collegato al capoluogo lombardo mediante bus interurbani della Linea z620 operata da Movibus S.r.l., in sostituzione della linea 420 di ATM attiva fino al 2008. La linea effettua collegamenti continui con la stazione della Metropolitana rossa M1 Molino Dorino.

## Amministrazione
Il 15 ottobre 2013 il Consiglio dei ministri scioglie il Consiglio Comunale di Sedriano per infiltrazioni della 'ndrangheta. Lo scioglimento, a norma dell'art. 143 del D. Lgs. n. 267 del 2000, è stato attuato con Decreto del Presidente della Repubblica del 21 ottobre 2013. Il provvedimento è stato assunto dal Governo nella seduta n. 30 del Consiglio dei Ministri. Sedriano è il primo e finora unico comune lombardo il cui Consiglio viene sciolto per infiltrazioni mafiose.
A seguito dello scioglimento, della durata di diciotto mesi, l'amministrazione del comune viene affidata alla commissione straordinaria composta dal viceprefetto Adriana Sabato, dal viceprefetto aggiunto Stefano Simeone e dal funzionario economico finanziario Rosario Guercio Nuzio.
Il 15 novembre 2015 viene eletto sindaco Angelo Cipriani del Movimento 5 Stelle.
L'8 febbraio 2017 l'ex sindaco Alfredo Celeste viene assolto con formula piena "Perché il fatto non sussiste" dall'accusa di corruzione (senza l'aggravante mafiosa) nel processo sui rapporti tra politica e mafia in Lombardia. La sentenza diventa irrevocabile, già dal primo grado, perché la Procura generale e la Procura di Milano non oppongono appello. Il 4 ottobre 2021 viene eletto consigliere comunale di Sedriano con la lista civica "Noi con Sedriano e Roveda" con il 20,02% dei voti.
Il 4 ottobre 2021 viene eletto sindaco Marco Re della lista civica "Lista Marco Re Vince Sedriano".

### Sindaci durante la Repubblica Italiana
| Nome              | Carica                | Dal              | Al               | Partito                       | Data e luogo di nascita | Data e luogo di morte |
| ----------------- | --------------------- | ---------------- | ---------------- | ----------------------------- | ----------------------- | --------------------- |
| ...               |                       |                  |                  |                               |                         |                       |
| Luigi Colombo     | sindaco               |                  |                  |                               |                         |                       |
| Giuseppe Bardelli | sindaco               |                  |                  |                               | 8 aprile 1837, Sedriano | 1º marzo 1908, Milano |
| Antonio Fontanini | sindaco               | 1974             | 1979             | Coalizione PSI-PCI            |                         |                       |
| Armando Cassani   | sindaco               | 1979             | ?                | Partito Socialista Italiano   | 1942                    | febbraio 2018         |
| ...               |                       |                  |                  |                               |                         |                       |
| Marco Re          | sindaco               | 1992             | 23 aprile 1995   | Coalizione di Centro-Sinistra |                         |                       |
| Marco Re          | sindaco               | 23 aprile 1995   | 12 giugno 1999   | Coalizione di Centro-Sinistra |                         |                       |
| Marco Re          | sindaco               | 13 giugno 1999   | 13 giugno 2004   | Coalizione di Centro-Sinistra |                         |                       |
| Enrico Rigo       | sindaco               | 13 giugno 2004   | 8 giugno 2009    | Coalizione di Centro-Sinistra |                         |                       |
| Alfredo Celeste   | sindaco               | 8 giugno 2009    | 21 ottobre 2013  | Coalizione di Centro-Destra   |                         |                       |
| -                 | commissione antimafia | 21 ottobre 2013  | 15 novembre 2015 |                               |                         |                       |
| Angelo Cipriani   | sindaco               | 15 novembre 2015 | 4 ottobre 2021   | Movimento 5 Stelle            |                         |                       |
| Marco Re          | sindaco               | 4 ottobre 2021   | in carica        | Lista Civica                  |                         |                       |

### Gemellaggi
- La Emilia